# Václav Pospíšil (malíř)
Václav Pospíšil (* 30. září 1930 Lom) je český malíř a pedagog.

## Životopis
V letech 1955–1961 studoval malbu na Akademii výtvarných umění v Praze u profesorů Vladimíra Sychry a Vlastimila Rady. Následně v letech 1964–1967 absolvoval aspirantské studium u profesora Karla Součka. Mezi roky 1972–1975 působil jako odborný asistent na Akademii výtvarných umění v Praze. V roce 1975 se stal na této škole docentem a roku 1976 prorektorem.
Ve své profesní kariéře se kromě malby věnuje i realizacím v architektuře, například pomníkové tvorbě nebo mozaice. Hlavním zdrojem inspirace je pro něj severočeská průmyslová krajina, především Mostecko. Má za sebou několik samostatných výstav na domácí půdě. Kromě toho vystavuje také v rámci kolektivních výstav doma i v zahraničí. Těch má za sebou již přes dvacítku včetně výstav v belgických Antverpách, slovenské Bratislavě nebo v německém Ludwigshafenu.
Je zastoupen ve sbírkách Národní galerie Praha, Galerie Benedikta Rejta v Lounech, Severočeské galerie výtvarného umění v Litoměřicích, Oblastní galerie Liberec a v dalších. Je držitelem několika cen. V roce 1961 získal cenu Akademie výtvarných umění v Praze za cyklus obrazů Hornická krajina. V roce 1974 Krajskou cenu Severočeského KNV v Ústí nad Labem za výtvarné umění. Roku 1980 cenu Antonína Zápotockého za cyklus obrazů Hornická krajina severních Čech, roku 1982 výroční cenu Svazu českých výtvarných umělců a Českého fondu výtvarných umění za předchozí rok. V roce 1985 obdržel vyznamenání Za vynikající práci.

## Dílo
- 70. léta Jabloně na výsypce, olej na plátně[3]
- 1970: Pomník obětem fašismu v Litvínově[1]
- 1971: Vývoj písma, keramická stěna v ZŠ Most[1]
- 1974: Vinařství, nástropní freska v zámku Chrámce[1]
- 1975: Fosilie, keramická stěna v ZŠ Most[1]
- 1977: Mozaika na fasádě Kulturního domu v Děčíně-Želenici[1]
- 1981: Mozaika pro knihovnu v Mostě[1][4]

## Galerie

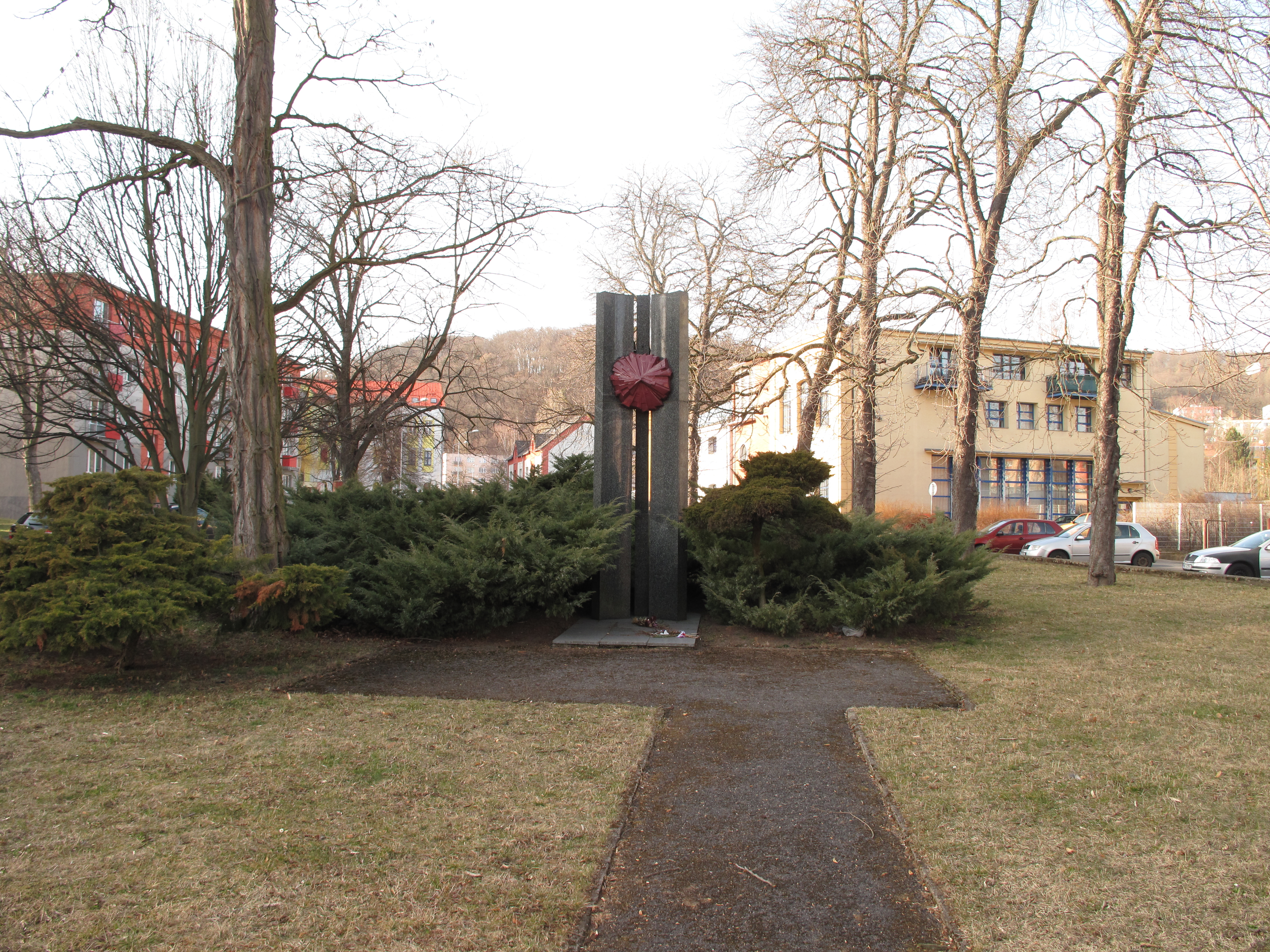
Pomník obětem 2. světové války, 1971, Ruská ulice v Litvínově
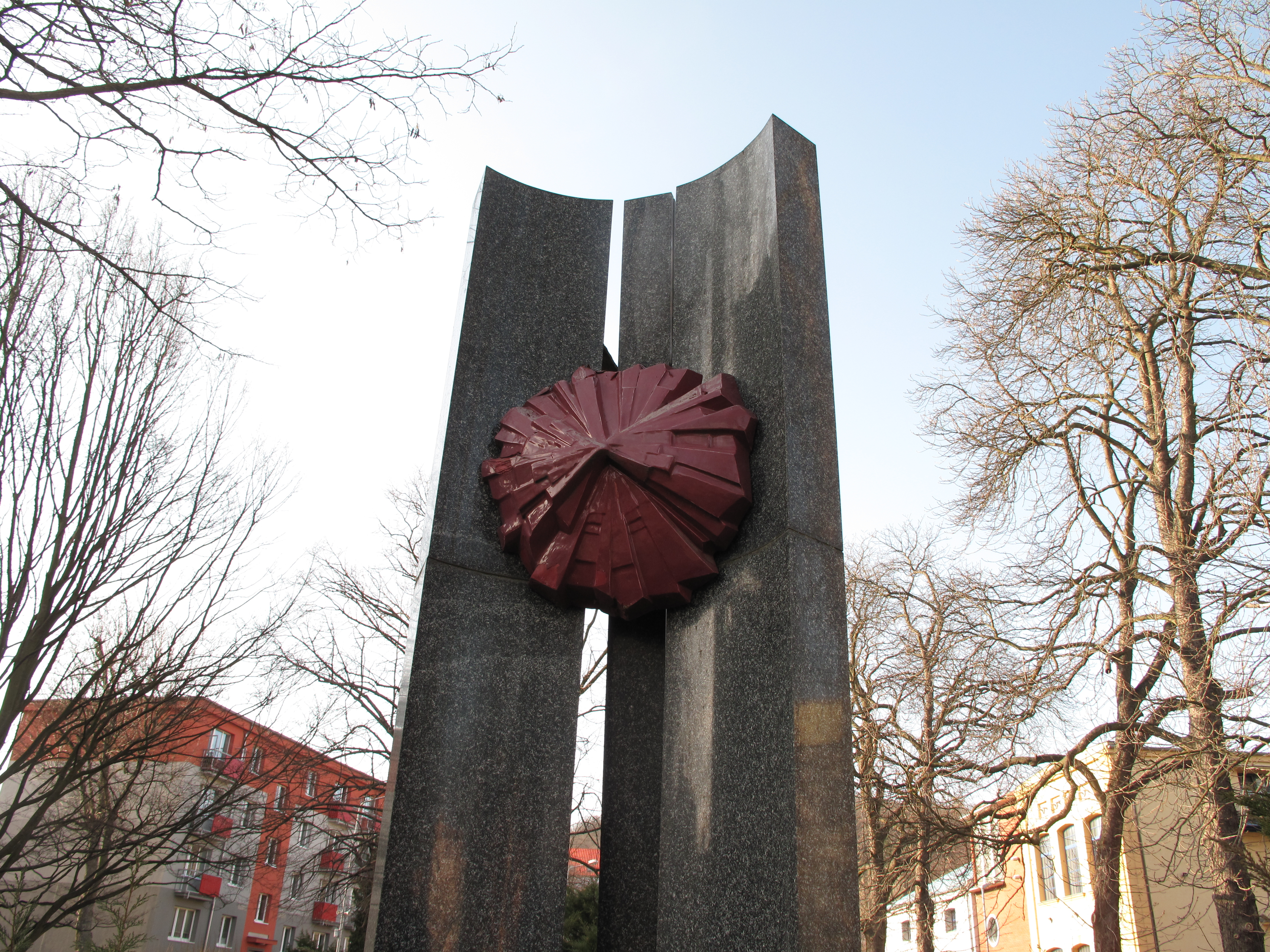
Detail pomníku
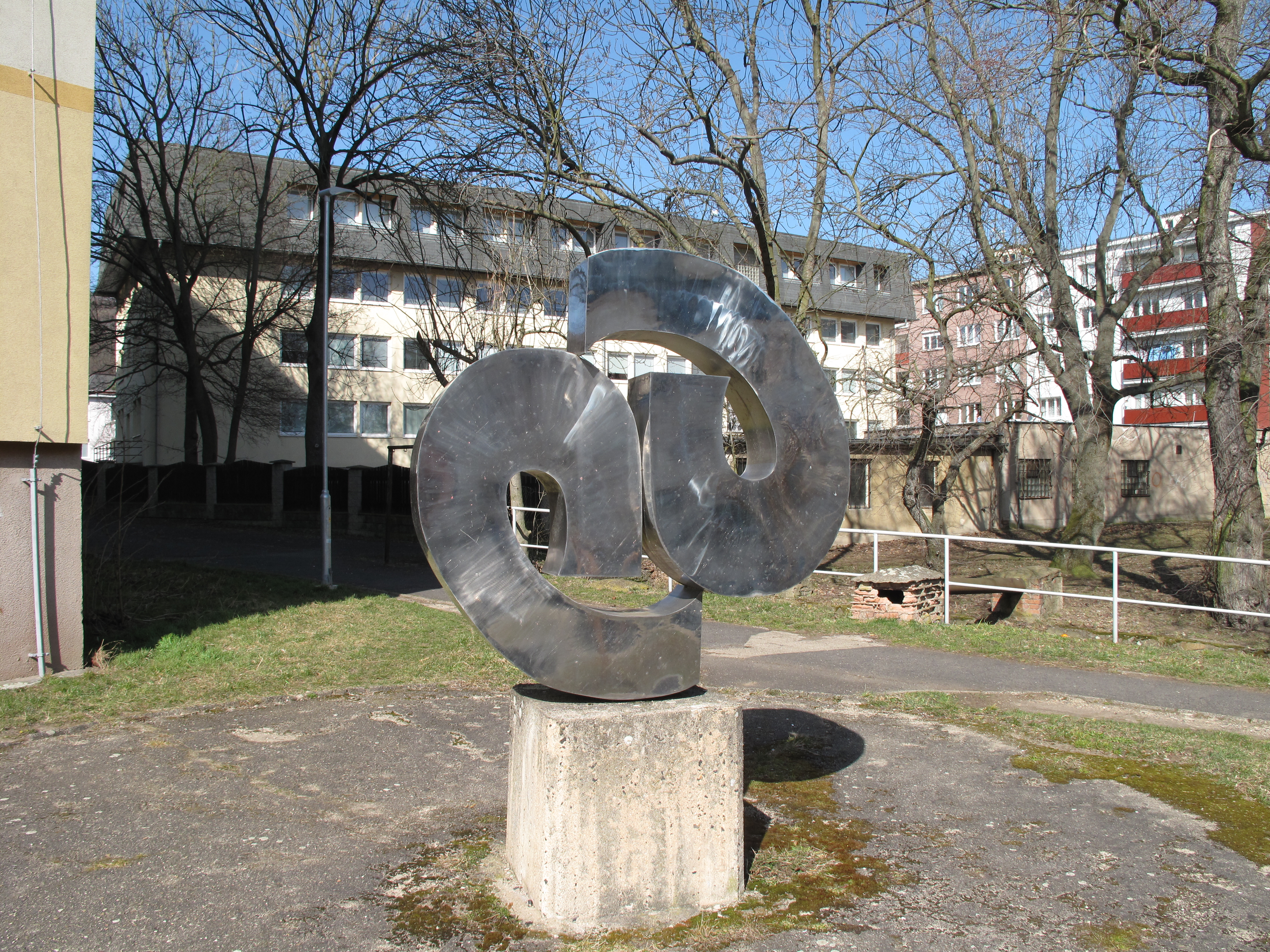
Spirála, kov, 1978, Studentská ulice v Litvínově
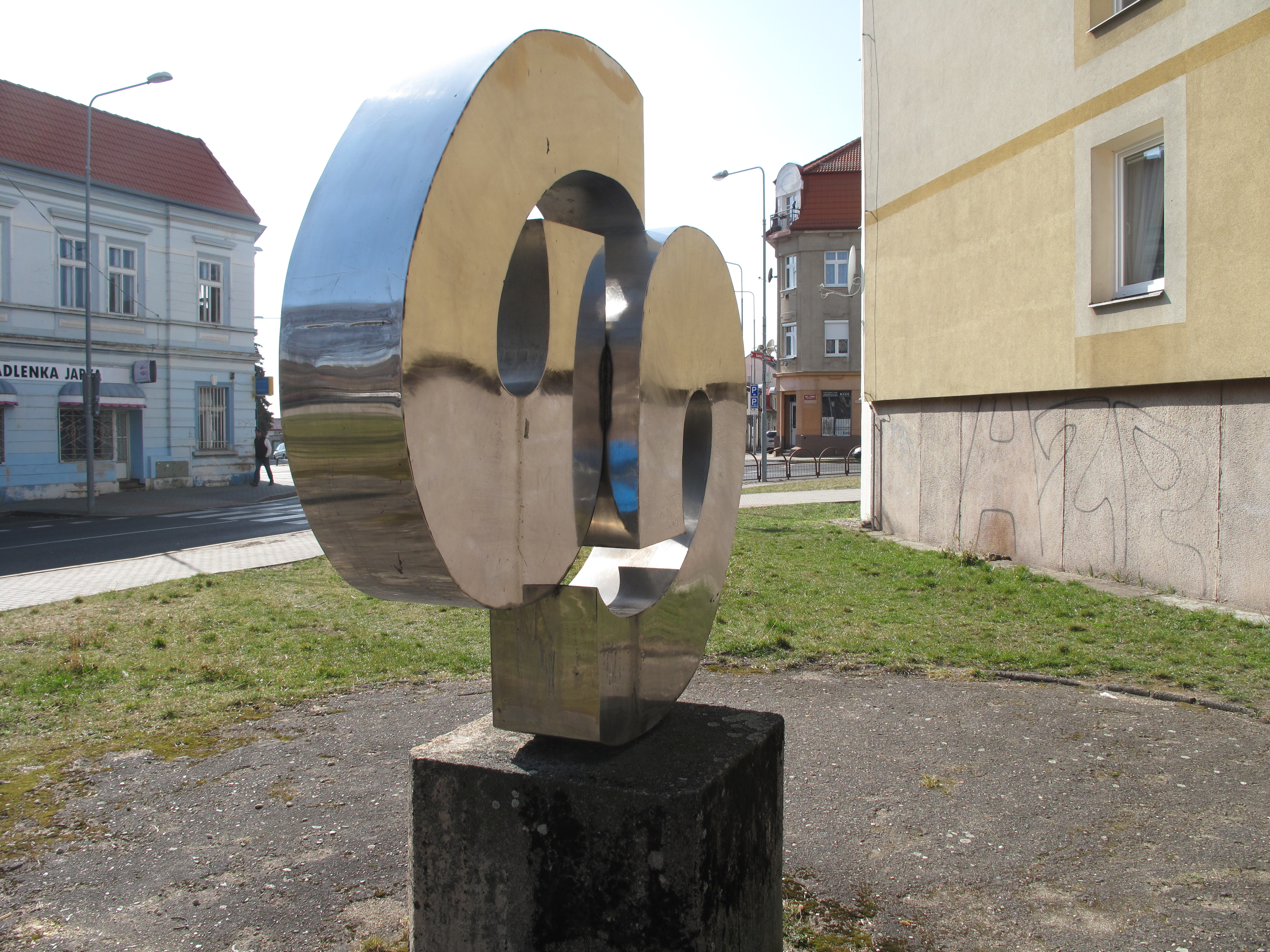
Spirála zezadu
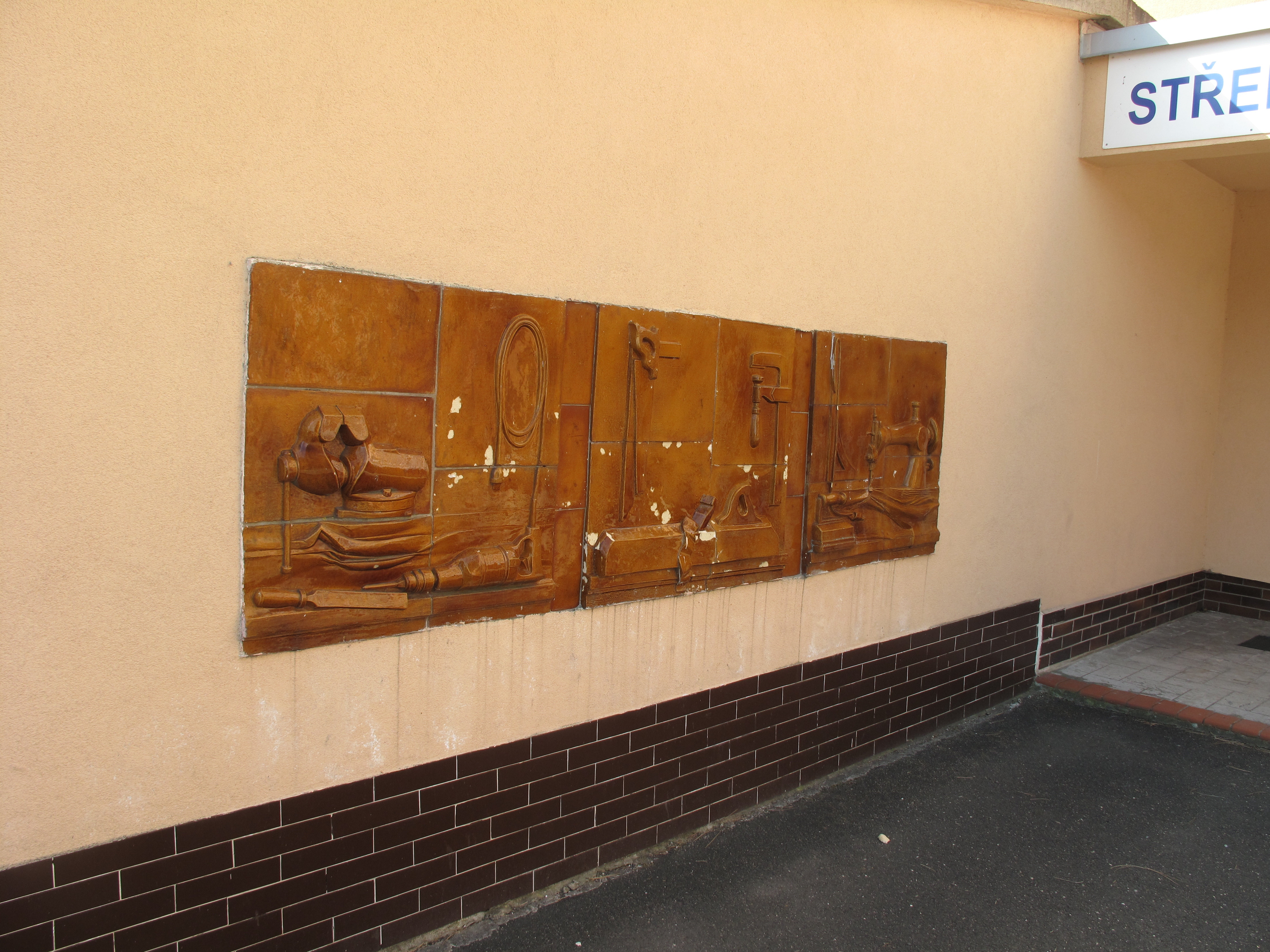
Reliéf u vstupu do Střední odborné školy na Mládežnické ulici v Litvínově
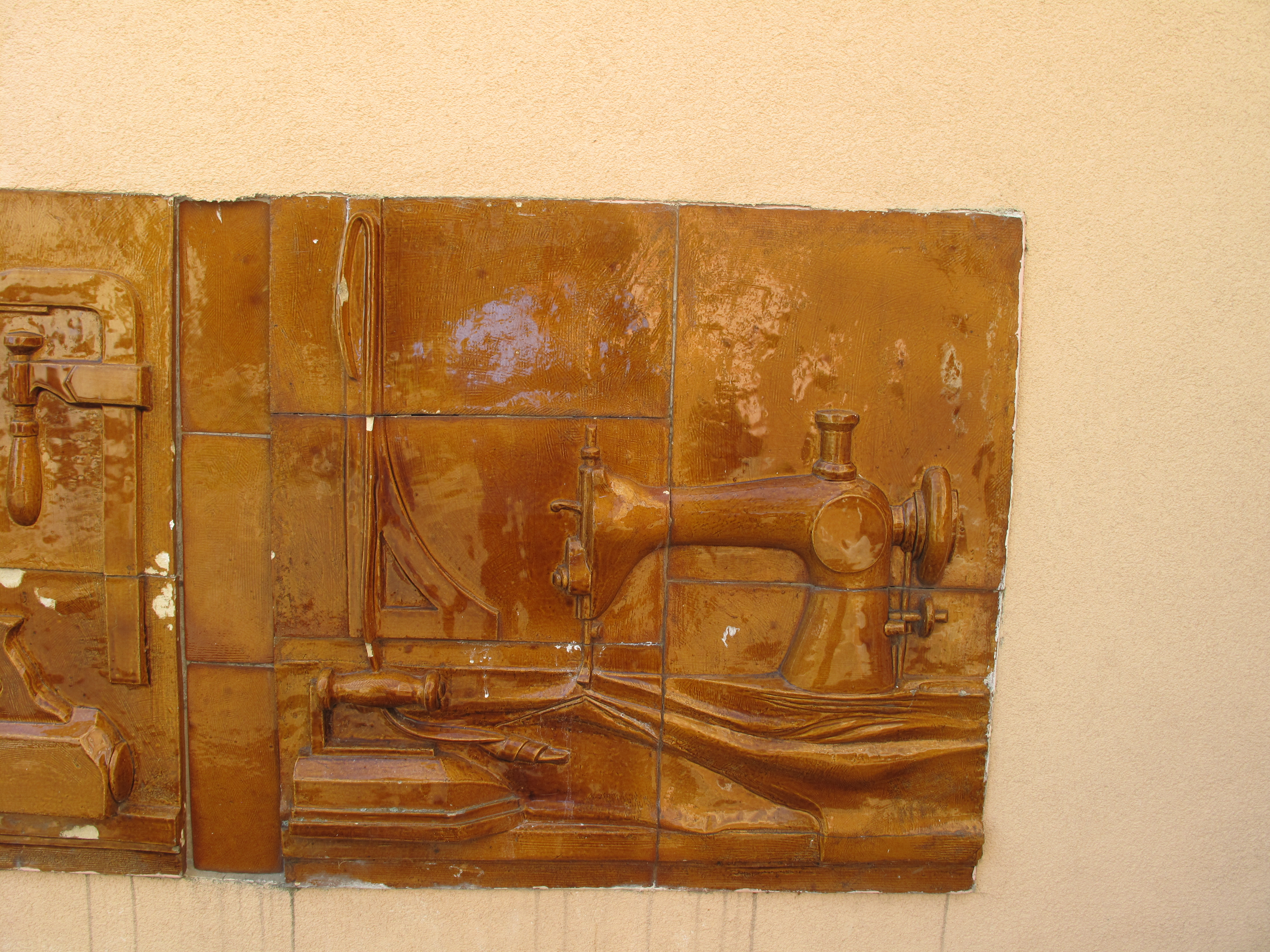
Detail reliéfu z Mládežnické